# De vampiersprins
De Vampiersprins is het zesde boek van de De wereld van Darren Shan-reeks. Het is tevens het laatste deel van de VampiersTrilogie. Het gaat over de Vampiersleerling en de boeken zijn geschreven door Darren Shan.

## Verhaal
Het vorige verhaal eindigt als Darren faalt voor zijn initiatieproeven. Darren besluit met de hulp van de aanstaande vampiersprins Kurda Smalth en de generaal Gavner Purl weg te vluchten voor zijn lot dat in de Hal Des Doods op hem wacht. Net voordat Darren ontsnapt ontdekken de 3 vampiers dat er vampanezen zich in de Vampiersberg bevinden. Als Kurda en Gavner, Darren verplichten weg te gaan, luistert hij niet en komt terug. Daar ziet hij hoe Gavner door Kurda wordt doodgestoken. Kurda had hen verraden. Darren wordt opgemerkt door Kurda en de Vampanezen, en vlucht voor zijn leven. In de Hal Der Laatste Reis, springt hij in een bergrivier.
In de Vampiersprins gaat het verhaal verder. Darren is verlamd van de tocht door de rivier. Hij heeft geen eten, drinken, en energie meer en zijn laatste vampierskrachten zijn uitgeput. Maar de Vampiersgoden zijn met hem en zijn vrienden der wolven redden hem. Dagenlang wordt hij door hen verwarmd, gevoed en beschermd. Zo raakt hij er weer bovenop. Hij herinnerde zich ineens, dat Kurda binnen enkele dagen gekroond zal worden. Van dat moment zou hij de Vampanezen in de Hal Der Prinsen kunnen toelaten om de bloedsteen te pakken te krijgen. Darren komt voor een dilemma te staan. Hij blijft veilig buiten de Vampiersberg of hij gaat de Vampiers waarschuwen met zijn mogelijke dood als gevolg voor zijn lafheid om te vluchten.
Hij besluit het er op te wagen en onder leiding van een aantal wolven, gaat hij naar de Vampiersberg. Daar lukt het hem met de hulp van de oude kwartiermeester Seba Nile om de Hal der Prinsen binnen te dringen en de Prinsen te waarschuwen. Er breekt een gevecht uit tussen de Vampiers en de Vampanezen in de Vampiersberg die de Vampiers moeiteloos winnen door een slimme, spinnige list van Darren. Na afloop van het gevecht moet Darren voor de Prinsen verschijnen om te beslissen over zijn lot. In plaats hem te doden, benoemen ze hem tot een Vampiersprins. Geen van de prinsen wilde Darren de doodstraf geven, maar gezien de wetten van de vampiers, moest dit wel. 
Normaliter is de straf die staat op het falen van de Proeven, en het verraden van de Clan, de doodstraf. De enige die oneindig vaak mogen falen voor de Proeven zijn de Vampiersprinsen. Uiteindelijk wordt besloten om Darren een prins te maken, en zo zijn leven te redden.